# Теорема Крылова — Боголюбова
Теорема Крылова — Боголюбова — утверждает существование инвариантных мер у «хороших» отображений, определённых на «хороших» пространствах.
Существуют две вариации теоремы, для динамических систем и для марковских процессов.
Теорема доказана математиком Н. М. Крыловым и физиком-теоретиком, математиком Н. Н. Боголюбовым. (переиздано в).

## Динамическая формулировка
Пусть {\displaystyle F} — непрерывное отображение метрического компакта {\displaystyle X} в себя. Тогда на {\displaystyle X} существует хотя бы одна {\displaystyle F}-инвариантная мера {\displaystyle \mu }, которая может быть выбрана таким образом, что она будет неразложимой, или эргодической.

### Замечания
- Условие {\displaystyle F}-инвариантности, {\displaystyle F_{*}\mu =\mu }, означает, что мера прообраза любого борелевского множества равна мере этого множества,
{\displaystyle \forall A\in {\mathcal {B}}(X)\quad \mu (F^{-1}(A))=\mu (A);}

при этом в случае необратимого отображения {\displaystyle F} мера {\displaystyle F(A)} не обязана равняться мере {\displaystyle A}.
- Например, мера Лебега инвариантна для удвоения окружности {\displaystyle x\mapsto 2x\mod 1}, однако мера дуги {\displaystyle \left[0,{\frac {1}{3}}\right]} не равна мере её образа, дуги {\displaystyle \left[0,{\frac {2}{3}}\right]}.

### Доказательство
Доказательство теоремы опирается на так называемую процедуру Крылова — Боголюбова — процедуру выделения сходящейся подпоследовательности из последовательности временных средних произвольной начальной меры.
А именно, берётся произвольная начальная мера {\displaystyle \mu _{0}}, и рассматривается последовательность её временных средних:
{\displaystyle {\bar {\mu }}_{n}={\frac {1}{n}}\sum _{j=0}^{n-1}F_{*}^{j}(\mu _{0}).}
Временные средние являются всё более и более {\displaystyle F}-инвариантными:
{\displaystyle F_{*}{\bar {\mu }}_{n}={\bar {\mu }}_{n}+{\frac {1}{n}}(F_{*}^{n}(\mu _{0})-\mu _{0}).}
Поэтому предел любой сходящейся подпоследовательности последовательности временных средних является инвариантной мерой для отображения {\displaystyle F}. Но пространство вероятностных мер на метрическом компакте {\displaystyle F} компактно (в смысле *-слабой топологии), поэтому по меньшей мере одна точка накопления у последовательности {\displaystyle {\bar {\mu }}_{n}} найдётся — что и завершает доказательство.
■

#### Замечания
- В случае, если в качестве меры {\displaystyle \mu _{0}} берётся мера Дирака (сосредоточенная в типичной начальной точке) или мера Лебега, сходимость последовательности {\displaystyle {\bar {\mu }}_{n}} соответствует существованию меры Синая — Рюэлля — Боуэна.

## Формулировка для марковских процессов
Пусть X — польское пространство и пусть (Pt) — семейство вероятностей перехода некоторой однородной марковской полугруппы на X, то есть
{\displaystyle \Pr[X_{t}\in A|X_{0}=x]=P_{t}(x,A).}
Если существует {\displaystyle x\in X}, для которого семейство вероятностных мер { Pt(x, ·) | t > 0 } uniformly tight и полугруппа (Pt) удовлетворяет Feller property, то существует по крайней мере одна инвариантная мера для (Pt), то есть такая вероятностная мера μ на X, что
{\displaystyle (P_{t})_{\ast }(\mu )=\mu ,\quad \forall t>0.}

## Вариации и обобщения
- Точно такие же рассуждения, только связанные с усреднением по последовательности Фёльнера, позволяют доказать, что для любого непрерывного действия аменабельной группы на метрическом компакте найдётся инвариантная относительно этого действия мера.